# Répertoire International de Littérature Musicale
Répertoire International de Littérature Musicale (International Repertory of Music Literature; Internationales Repertorium der Musikliteratur), allgemein bekannt unter dem Akronym RILM, ist eine gemeinnützige Organisation, die digitale Sammlungen und Arbeitsmittel zur Recherche aller Themen rund um die Musik anbietet. Seine Mission ist es, dieses Wissen Forschern und Musikern weltweit zugänglich zu machen – die Musikwissenschaft aller Länder, in allen Sprachen, über alle Disziplinen und kulturellen Grenzen einbeziehend – und so die Forschung in den Kunst-, Geistes-, Natur- und Sozialwissenschaften zu fördern. Im Mittelpunkt der Arbeit und Mission von RILM steht die internationale Bibliographie der Wissenschaft mit allen Facetten der Musikforschung.

## Geschichte
RILM wurde 1966 von dem amerikanischen Musikwissenschaftler Barry S. Brook unter der gemeinsamen Trägerschaft der International Musicological Society (IMS) und der International Association of Music Libraries, Archives and Documentation Centres (IAML) gegründet. Im Jahr 2007 trat das International Council for Traditional Music (ICTM) als dritte Organisation bei.
In den Jahren 1967 und 1968 entwickelte RILM seine ersten Computerprogramme zur automatisierten Verarbeitung und Sortierung von bibliographischen Datensätzen und Autoren-/Sachregistern. Diese liefen zuerst auf dem IBM-Großrechner IBM System/360 im Rechenzentrum der City University of New York. Die ursprüngliche IBM S/360 Software wurde später auf das IBM System/370 übertragen und von 1969 bis 1988 für die Produktion von RILM Abstracts of Music Literature verwendet. RILMs Entwicklung von Verfahren zur computergestützten Datenverarbeitung wurde von RILA (Répertoire International de Littérature d’Art) übernommen und basierte auf dem RILM-Modell, das 1975 mit der Veröffentlichung von Abstracts begann.
1979 schloss RILM eine Vereinbarung mit dem Lockheed Research Laboratory in Palo Alto, einer Abteilung von der Lockheed Missiles and Space Company zwecks Datenverteilung über Telefonleitungen. Später wurde diese auf DIALOG Information Retrieval Services übertragen. Obwohl bereits vor der Einführung des Internets online verfügbar, waren bis Ende des 20. Jahrhunderts die gedruckten Bände das wichtigste Medium für den Vertrieb von RILMs bibliographischen Datensätzen.
Ab 1993 war RILM Abstracts of Music Literature nicht länger über den DIALOG Information Retrieval Service erhältlich, aber 1989 veröffentlichte die National Information Service Corporation (NISC) in Baltimore sie auf CD-ROM. In den 1990er Jahren wurde RILM Abstracts über die Plattformen NISC Muse (1993–2010), OCLC First Search (1994–2010), Ovid/SilverPlatter (2002–2010) und Cambridge Scientific Abstracts/ProQuest (2002–2010) online verfügbar. RILM-Datenbanken sind derzeit über EBSCO Information Services erhältlich.
Die erste Redaktion von RILM befand sich am Queens College der City University of New York (1967–1968). Das CUNY Graduate Center bietet seit 1968 einen institutionellen Rahmen für das International Center von RILM.

## Die Organisation
RILM beschäftigt über 40 Mitarbeiter: Redakteure, Techniker und Sachbearbeiter. Es wird von einem Beirat und der Commission Mixte International geleitet, welche sich aus Mitgliedern der International Musicological Society (IMS), der International Association of Music Libraries, Archives and Documentation Centres (IAML) und des International Council for Traditional Music (ICTM) zusammensetzt. Der zweite Bericht von Barry Brook, der in der März-Ausgabe von Notes im Jahr 1968 erschien, beschreibt anschaulich die Überlegungen der Commission Mixte zur Festlegung von RILMs Vorgehens- und Arbeitsweisen.

## Online-Publikationen

### RILM Abstracts of Music Literature
RILM Abstracts of Music Literature beinhaltet wichtige internationale musikwissenschaftliche Arbeiten, publiziert in gedruckten und digitalen Medien und in jeder Sprache. Es besteht aus bibliographischen Angaben zu Artikeln, Monographien und Aufsatzsammlungen, Bibliographien, Katalogen, Magisterarbeiten und Dissertationen, Festschriften, Filmen, Videos, technischen Zeichnungen von Instrumenten, Faksimile-Ausgaben, Ikonographien, Kommentaren zu kritischen Musikausgaben, ethnographischen Aufnahmen, Konferenzberichten, Rezensionen, Webressourcen sowie über 3500 Zeitschriften, die mit Répertoire International de la Presse Musicale verzahnt sind. RILM Abstracts unterscheidet sich von anderen Musikzeitschriften-Verzeichnissen durch die Abdeckung von Büchern, sowie Abstracts, Verschlagwortung und eine breite internationale und dennoch selektive Auswahl. Jeder Eintrag enthält den Titel in der Originalsprache, eine englische Übersetzung des Titels, vollständige bibliographische Angaben und eine Zusammenfassung mit einem detaillierten Index. Dies alles trägt dazu bei, die Identität des Datensatzes zu vermitteln (online noch verstärkt durch die relevanzorientierte Darstellung der Suchergebnisse). Viele der nicht-englischen Einträge enthalten auch eine Zusammenfassung in der Sprache der Veröffentlichung.
Nach dem Vorbild der UNESCO wurde RILM Abstracts als eine Kooperation nationaler Komitees konzipiert, die für die Veröffentlichung bibliographischer Angaben sowie Abstracts für die in ihren jeweiligen Ländern herausgegebenen Publikationen zuständig sind. Heute tragen die Komitees jährlich etwa 15.000 Datensätze bei, die in der International Office in New York bearbeitet, mit einem Index versehen und in die Online-Datenbank aufgenommen werden. Weitere 35.000 Datensätze pro Jahr werden von den Redakteuren des International Office erstellt. Bibliografische Informationen und Abstracts sowie Zeitschriften, die noch nicht von RILM abgedeckt wurden, können auch direkt beim International Center in New York eingereicht werden.
RILM Abstracts of Music Literature war die erste Bibliographie mit Abstracts in den Geisteswissenschaften und wurde vom American Council of Learned Societies (ACLS) zum Pilotprojekt erklärt, zur Entwicklung eines computergestützten, bibliographischen Systems in den Geisteswissenschaften, um den mehr als 30 wissenschaftlichen Gesellschaften der ACLS als Modell zu dienen. Als RILM Abstracts nur im Druck erschien, wurde sein Thesaurus und seine Namensäquivalenzen, die zu den gesuchten Begriffen hinführen, in 17 Sprachen übersetzt und alphabetisch in den Index integriert. Diese Praxis ermöglichte den Nutzern, den gewünschten englischsprachigen Begriff oder die Schreibweise eines Namens in der vertrauten Sprache zu finden. Nach und nach erweiterte RILM Abstracts die Mehrsprachigkeit und die Datenbank enthält nun neben den üblichen englischsprachigen Abstracts auch Zusammenfassungen in der Sprache der Veröffentlichung und, wenn verfügbar, in anderen Sprachen. Anfang des 21. Jahrhunderts begann RILM Abstracts verstärkt Publikationen aus Asien miteinzubeziehen, insbesondere wissenschaftliche Artikel aus chinesischen Zeitschriften. Gleichzeitig wurden alle Elemente der bibliographischer Datensätze für Publikationen, die in nicht-romanischen Schriftsystemen herausgegeben wurden, zweisprachig angeboten.
RILM Abstracts of Music Literature erschien von 1967 bis 1983 drei Mal pro Jahr im Druck, mit jährlichen Index-Bänden, sowie mit kumulativen Registern alle fünf Jahre; von 1984 bis 1999 in Jahresbänden mit entsprechenden Registern; und seit 2000 ausschließlich online und heute ausschließlich durch EBSCOhost.

#### RILM Abstracts of Music Literature with Full Text
Im Juli 2016 wurde RILM Abstracts of Music Literature um Musikzeitschriften im Volltext erweitert. RILM Abstracts of Music Literature with Full Text (RAFT) bietet Zugang zu 240 Musikzeitschriften aus 50 Ländern. Die Berichterstattung umfasst auch Rezensionen sowie Nachrufe, Leitartikel, Korrespondenz, Anzeigen und Nachrichten, die vom frühen zwanzigsten Jahrhundert bis zur Gegenwart veröffentlicht werden. Neben Metadaten, Abstracts und Verschlagwortung bietet RAFT Such- und Browsing-Tools für jede Ausgabe im Volltext, von der ersten bis zur letzten Ausgabe. Die Datenbank wird monatlich aktualisiert. Details zum aktuellen Stand der Titel sind unter rilm.org/fulltext einsehbar. Neue Titel werden im Laufe der Zeit hinzugefügt.

### RILM Music Encyclopedias
Im Dezember 2015 erschien RILM Music Encyclopedias (RME) mit 41 Titeln. Diese Volltextsammlung enthält Nachschlagewerke in vielen verschiedenen Sprachen (ca. 35 Prozent der Titel sind in Deutsch), aus verschiedenen Ländern und bietet eine gemeinsame Suche aller Titel. Laurie Sampsel beschreibt, wie die Volltextsuche quer durch die Titel Ergebnisse liefert, die mit den Druckversionen dieser Enzyklopädien unmöglich (oder höchst unwahrscheinlich) zu finden wären. Und Stephen Henry sagt, dass der RME Zugang zu einigen exzellenten europäischen Ressourcen ermöglicht, die Bibliotheken mit nicht sehr umfassenden Beständen oft nicht zur Verfügung stehen.
Die Titel von RME stammen aus verschiedenen Epochen und Ländern: Das früheste Werk, Jean Jacques Rousseaus Dictionnaire de musique, wurde 1775 veröffentlicht. Es gibt auch die erste Auflage vom Grove in der 1895 Ausgabe von Theodore Presser. Die meisten Titel stammen aus dem frühen 2000er Jahren. Dazu gehören Ken Blooms Broadway, Lol Henderson und Lee Staceys Encyclopedia of Music in the 20th Century, Peter Matzke et al., Das Gothic- und Dark Wave-Lexikon und Richard Kostelanetzs Dictionary of the Avant-Gardes. Das umfassende Handwörterbuch der musikalischen Terminologie, das zwischen 1972 und 2006 konzipiert wurde, ist ebenfalls enthalten. RME sammelt wichtige Titel für Musikethnologen, darunter The Garland Encyclopedia of World Music und Eileen Southerns Biographical Dictionary of Afro-American and African Musicians – der erste umfassende Band seiner Art. Die Sammlung von Enzyklopädien wird jährlich um durchschnittlich vier Titel erweitert. Komponisten der Gegenwart (KDG) wird regelmäßig mit neuen Artikeln oder Ergänzungen zu bestehenden Artikeln aktualisiert. Alle Titel sind unter rilm.org/encyclopedias aufgeführt.

### Index to Printed Music
Am 1. Juli 2018 übernahm RILM den Index to Printed Music (IPM). Zuvor gehörte er der James Adrian Music Company, die im Jahr 2000 von George R. Hill gegründet wurde.
IPM ist die einzige digitale Hilfe für die Suche von Musikwerken in gedruckten Sammlungen, Reihen und Serien. Er erschließt einzelne Musikstücke, die in Gesamtausgaben, Anthologien mit Werken aus unterschiedlichsten Epochen und in anderen wissenschaftlichen Ausgaben abgedruckt sind. Er bietet detaillierte Informationen über jedes Stück, einschließlich der Besetzung, Sprache, Incipit, Schlüssel und bezifferten Bässe. IPM umfasst den kompletten Inhalt von George R. Hill und Norris L. Stephens Band Collected Editions, Historical Series & Sets & Monuments of Music: A Bibliography (Berkeley: Fallen Leaf Press, 1997), der wiederum auf Anna H. Heyers Historical Sets, Collected Editions, and Monuments of Music: A Guide to Their Contents (American Library Association, 1957–1980) basiert.
Seit 2019 bietet IPM neue Features, darunter biographische Informationen zur Identifizierung von Komponisten, Redakteuren und Textdichtern; Hyperlinks zu Open-Access Ausgaben; Incipits für sonst schwer zu unterscheidende Werke; einfaches Hin- und Herspringen zwischen Sammlungen und den einzelnen darin enthaltenen Werken; sowie Suchfilter zur Feinabstimmung nach Ort und Erscheinungsdatum, Dokumenttyp, Genre und Textsprache.

### Bibliolore
RILM hostet den Blog Bibliolore, dessen Beiträge in direktem Zusammenhang mit Inhalten aus RILM Abstracts of Music Literature, RILM Abstracts of Music Literature with Full Text sowie RILM Music Encyclopedias, MGG Online und dem Index to Printed Music stehen. Jede Woche erscheinen neue Beiträge, von denen sich viele rund um den Geburtstag von Musiker sowie andere Jubiläen drehen. Seit seiner Gründung im Jahr 2009 hat Bibliolore über 1300 Beiträge veröffentlicht und wurde über 500.000 Mal besucht.

## Publikationen im Druck
Zwischen 1967 und 1999 wurde RILM Abstracts of Music Literature in gedruckter Form veröffentlicht, zunächst vierteljährlich und später jährlich. Im Jahr 1999 erschien die letzte Druckausgabe, die mit 19.619 Datensätzen die größte ist.
Seit 1972 veröffentlicht RILM Bände in der Reihe RILM Retrospektiven. Diese aktuellen Bibliographien begannen mit der ersten Ausgabe von Barry S. Brooks Thematic Catalogues in Music: An Annotated Bibliographie. Zu den jüngsten Bänden der Reihe gehören Speaking of Music: Music Conferences 1835–1966 (2004), eine kommentierte Bibliographie von 5948 Beiträgen zu musikalischen Themen, die auf 447 Konferenzen vorgestellt wurden. Der Band knüpft zwar an die neuere Bemühungen an, bleibt aber gleichzeitig der ursprünglichen Vision von Brook treu und erweitert sie: Er umfasst mehr als 130 Jahre Berichte von Konferenzen weltweit, mit Fokus auf Westeuropa. Der nachfolgende Band, Liber Amicorum: Festschriften for Music Scholars and Nonmusicians, 1840–1966 (2009), ist eine kommentierte Bibliographie mit 574 Festschriften, katalogisiert auf insgesamt 118 Seiten mit 715 Einträgen. Der nächste Teil des Bandes dokumentiert auf 355 Seiten und mit 3881 Einträgen alle in den Festschriften vorhandenen Musikartikel, denen eine einführende Geschichte der Festschriften vorausgeht. Alle Bände sind Forschungsmaterialien gewidmet, die vor der Veröffentlichung des ersten Bandes von RILM Abstracts im Jahr 1967 herauskamen.
Die Reihe RILM Perspectives beschäftigt sich mit Themen, die in Verbindung zu RILMs globaler Mission stehen. Der erste Band, Music’s Intellectual History: Founders, Followers & Fads (2009) basiert auf Beiträgen, die auf der Konferenz zur Geschichte der Musikhistoriographie präsentiert wurden, welche vom 16. bis 19. März 2005 am Graduate Center, CUNY, stattfand.
RILM hat zwei Auflagen des umfassenden How to Write About Music: The RILM Manual of Style herausgebracht. Die zweite Auflage ist überarbeitet und erweitert, u. a. mit auf Anregungen von Lesern basierenden Materialien. Der Style Guide unterscheidet sich deutlich von den allgemein gehaltenen Leitfäden der Music Library Association MLA oder APA, besonders in den Bereichen der geschlechtsneutralen Sprache, toten Sprache und Interpunktion und ist immer auf Themen der Musik bezogen. Er richtet sich besonders an Studenten.

## Die RILM-Plattform, Egret

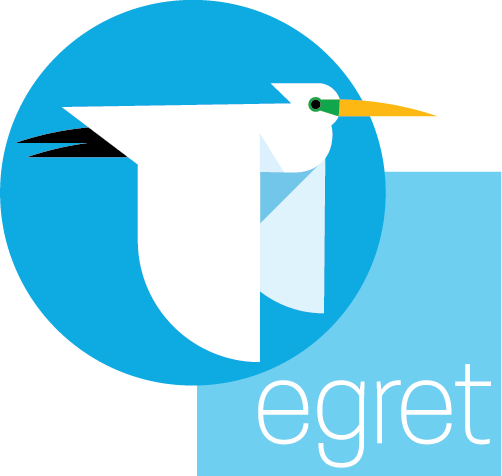
Egret logo

RILM hat eine eigene Plattform mit Such- und Browsemöglichkeiten für Musiknachschlagewerken entwickelt. Das erste Werk, auf das man zugreifen konnte, war die deutschsprachige Leit-Musikenzyklopädie Die Musik in Geschichte und Gegenwart (MGG). MGG Online basiert auf der zweiten Ausgabe der MGG, enthält aber kontinuierliche Updates, Überarbeitungen und Ergänzungen. Die Plattform ermöglicht dem Benutzer den Zugriff auf frühere Versionen von überarbeiteten Artikeln. Sie ermöglicht die automatische Übersetzung in über 100 Sprachen über eine integrierte Google Translate-Funktion; Benutzerkonten, in denen Anmerkungen und Notizen erstellt, gespeichert und geteilt werden können; Querverweise auf verwandte Inhalte; Links zu verwandten Inhalten u. a. zu RILM Abstracts of Music Literature sowie eine mit mobilen Geräten und Tabletts kompatible Schnittstelle. Die Suchfunktion soll leistungsstark, aber einfach zu bedienen sein, mit verschiedenen Optionen zur Einschränkung der Suchergebnisse. Spezifische Suchergebnisse können in einem Vorschau-Bereich eingesehen werden. Die Plattform wird derzeit für den Wissensaustausch weiterentwickelt.